# Sky Nonhoff
Sky Nonhoff (* 2. Juni 1962 in Iserlohn) ist ein deutscher Journalist, Schriftsteller und literarischer Übersetzer.

## Leben
Sky Nonhoff schreibt als freier Journalist Artikel und Rezensionen u. a. für die Süddeutsche Zeitung, die Frankfurter Allgemeine Sonntagszeitung und Die Zeit. Daneben ist er Verfasser von erzählenden Werken und Fernsehdrehbüchern sowie als Übersetzer belletristischer Werke aus dem Englischen tätig.

## Werke
- Boy meets girl. Frankfurt am Main 2000.
- Schallplatten. München 2000.
- Die dunklen Säle. Roman. Hamburg/Wien 2002, ISBN 3-203-80600-2.
- Don't believe the hype! Frankfurt am Main 2005.

## Herausgeberschaft
- Off limits! München 1997.

## Übersetzungen
- Iain Banks: Verschworen. München 1995 (übersetzt zusammen mit Ute Thiemann).
- Poppy Z. Brite: Courtney Love. München 1998 (übersetzt zusammen mit Regina Winter).
- James Cañón: Der Tag, an dem die Männer verschwanden. Berlin 2008.
- Mark Cirino: Arizona blues. Hamburg 2001.
- Mark Cirino: Name the baby. Hamburg 1999.
- Jonathan Coe: Erste Riten. München u. a. 2002.
- Caitlin Doughty: Fragen Sie Ihren Bestatter. Lektionen aus dem Krematorium. München 2016, ISBN 978-3-406-68820-1.
- Robert Greenfield: Exile on Main St. Berlin 2007 (übersetzt zusammen mit Christoph Hahn).
- Russell Hill: Lucy Boomer. München 1993.
- Melodie Johnson Howe: Schattenfrau. München 1992.
- Panos Karnezis: Der Irrgarten. München 2005.
- Panos Karnezis: Kleine Gemeinheiten. München 2004.
- James Lasdun: Die Belagerung. München 2001 (übersetzt zusammen mit Gerald Jung).
- Nam Le: Im Boot. Berlin 2008.
- Kent Nerburn: Nicht Wolf nicht Hund. Auf vergessenen Pfaden mit einem alten Indianer. München 2018.
- Tom Perrotta: Little Children. Ullstein Verlag, Berlin 2007, ISBN 978-3-550-08651-9.
- Dennis Rodman: Walk on the wild side. München 1997.
- Gay Talese: Frank Sinatra ist erkältet. Berlin 2005 (übersetzt zusammen mit Christoph Hahn).